# Hans Magnus Enzensberger
Hans Magnus Enzensberger, známý také pod pseudonymem Andreas Thalmayr, (11. listopadu 1929 Kaufbeuren – 24. listopadu 2022) byl německý básník, spisovatel, překladatel, publicista a dramatik. Velmi oceňovaná byla jeho tvorba esejistická. Žil v Mnichově.
Používal i pseudonymy Linda Quilt, Elisabeth Ambras a Serenus M. Brezengang.

## Život
Narodil se v roce 1929 ve švábském městě Kaufbeuren pod pohořím Allgäu. Od roku 1931 žila rodina v Norimberku. Po válce pracoval Enzensberger jako tlumočník u americké, pak anglické okupační armády. Maturitu složil na gymnáziu v Nördlingenu, poté studoval filozofii a filologii na univerzitách v Erlangenu, Freiburku a Hamburku. Rok strávil i na pařížské Sorboně a studium uzavřel roku 1955 doktorskou dizertací o poetice romantika Clemense Brentana v Erlangenu. Pracoval krátce jako rozhlasový, pak nakladatelský redaktor, od roku 1957 žil jako spisovatel na volné noze.
Nespokojen se situací v poválečném Německu žil dlouhý čas v zahraničí, v Norsku a Itálii. Podnikl řadu cest, mimo jiné do Sovětského svazu, USA a Mexika, několikrát navštívil i Prahu. V době politického vření v roce 1965 se přestěhoval do Berlína, kde založil časopis Kursbuch, který řídil v letech 1965–1975. Postupně se víc a víc levicově politizoval, v roce 1968 dokonce strávil asi rok na socialistické Kubě, kde chtěl působit jako instruktor revoluční teorie. Fidela Castra, ale brzy z nadšení pro kubánský režim vystřízlivěl. Později jej otevřeně kritizoval, zvláště v souvislosti se zatčením jeho přítele, básníka Herberta Padillu, který byl přinucen po svém propuštění provést veřejnou sebekritiku podle starých stalinistických modelů. Později se Enzensberger od levicového smýšlení odklonil a ve svých pozdních esejích provokativně demontuje pojmy a ideály, které sám v 60. letech zastával a staví se za tradiční hodnoty, jako např. normálnost, či dokonce "prostřednost" ve smyslu střední pozice mezi extrémy.

## Dílo (výběr)
- Obrana vlků (Verteidigung der Wölfe, 1957) – sbírka básní
- Zeměmluva (Landessprache, 1960) – sbírka básní
- Zpěv z potopy. 1. vyd. Praha: Mladá fronta, 1963. 119 S. Překlad: Josef Hiršal a Bohumila Grögerová (Pozn.: toto české dílo obsahuje výbor z poezie Verteidigung der Wölfe a Landessprache). Podle básně Pěna z tohoto výboru napsal symfonickou báseň český skladatel Svatopluk Havelka.
- Slepecké písmo (Blindeschrift, 1964) – sbírka básní
- Jednotlivosti I. a II. (Einzelheiten I 1962, II 1963) – eseje
- Výslech v Havaně (Das Verhör von Habana, 1970) – dokumentární hra
- Mauzoleum. Sedmatřicet balad z dějin pokroku (Mausoleum. Sibenunddreißig Balladen aus der Geschichte des Fortschritts, 1975) - sbírka básní
- Zánik Titaniku: Komedie (Der Untergang der Titanic. Eine Komödie, 1978). Ve Zlíně: Archa, 2015. 141 S. Překlad: Pavel Novotný – (Pozn.: sbírka básní)[5]
- Filantrop: hra o D. Diderotovi (Der Menschenfeind, 1979[6]). 1. vyd. Praha: Dilia, 1987. 88 S. Překlad: Hanuš Karlach - divadelní hra dle vzoru Molièra[7]
- Ach, Evropo! (Ach Europa!, 1987) – politicko-kulturně-lyrické obrazy z cest
- Létající Robert (Der fliegende Robert, 1989) – rozpravy, scény, eseje
- Velké stěhování (Die große Wanderung, 1992) – esej
- Diderotův stín (Diderots Schatten, 1994) – rozpravy, scény, eseje
- Elixíry vědy. Pohledy na jinou stranu v poezii i próze (Die Elixiere der Wissenscßhaft. Seitenblicke in Poesie und Prosa, 2002) – kniha esejů a básní
- Jed (Das Gift). Praha: Nakladatelství Vlasty Brtníkové: Festival spisovatelů Praha, 2006. 99 S. Překlad: Tomáš Kafka (dvojjazyčné vydání)
- Matematický čert: kniha pod polštář pro všechny, kteří mají strach z matematiky (Der Zahlenteufel: ein Kopfkissenbuch für alle, die Angst vor der Mathematik haben). 1. vyd. Praha: Dokořán, 2006. 238 S. Překlad: Hermína Marxová
- Historie mraků (Die Geschichte der Wolken). 2. vyd. Nakladatel Praha: Festival spisovatelů, 2010. 125 S. Překlad: Tomáš Kafka (dvojjazyčné vydání)
- Rebus (2009) – sbírka básní
- Blauwärts. Ein Ausflug zu dritt (2013) – básně
- Tumult (2014) – próza
- Verschwunden! (2014) – próza